# فرد هچینگر
فرد هچینگر (انگلیسی: Fred Hechinger؛ زادهٔ ۱۹۹۸/۱۹۹۹ (۲۵–۲۶ سال)) بازیگر اهل ایالات متحده آمریکا است. وی از سال ۲۰۱۸ میلادی تاکنون مشغول فعالیت بوده‌است.
از فیلم‌ها یا برنامه‌های تلویزیونی که وی در آن نقش داشته‌است می‌توان به راه‌آهن زیرزمینی، زنی پشت پنجره، خیابان ترس ۲، بگذار همه صحبت کنند، اخبار جهان، خیابان ترس بخش سوم: ۱۶۶۶، چشم آبی روشن، نیلوفر سفید، کریون شکارچی، گذرگاه قصاب، تلما و گلادیاتور ۲ اشاره کرد.